# Жорсткість (геометрія)
Жорсткість — властивість підмноговиду {\displaystyle M} у евклідовому просторі (або, загальніше, у просторі сталої кривини), полягає в тому, що будь-яка його ізометрична варіація (нескінченно мале вигинання) є тривіальною, тобто відповідне їй поле швидкостей на {\displaystyle M} індукується полем Кіллінга на {\displaystyle M}. Питання про жорсткість підмноговидів — це є власне питання про єдиність розв'язку системи диференціальних рівнянь, що є лінеаризацією системи рівнянь для ізометричних згинань підмноговиду. Зокрема, якщо підмноговид допускає нетривіальне ізометричне вигинання, то він не є жорстким.

## Приклади
- Замкнена строго опукла поверхня — жорстка (Вільгельм Бляшке, 1912 рік).
- Тор — жорсткий.
- Шматок площині із закріпленим краєм — нежорсткий.
- Сферичний сегмент {\displaystyle S}, дотичний краєм по площині, буде жорстким чи ні в залежності від того, менше або більше {\displaystyle S} півсфери.
- Метричний добуток {\displaystyle k} двовимірних сфер {\displaystyle S^{2}\subset \mathbb {R} ^{3}} є жорстким у евклідовому просторі {\displaystyle \mathbb {R} ^{3k}} і нежорстким у {\displaystyle \mathbb {R} ^{3k+1}}.

## Варіації
Поняття жорсткості переносится також на багатогранники, див. теорема Коші про багатогранники.